# Suo Gân
Suo Gân – tradycyjna walijska kołysanka napisana przez nieznanego kompozytora. Jest utworem często wykonywanym przez chłopców śpiewających dyszkantem.

## Budowa utworu
Utwór łamie zasadę tradycyjnej nauki harmonii, według której z racji konieczności rozwiązania VII stopnia, po dominancie nie występuje subdominanta. Podstawowa wersja opiera się niemalże wyłącznie na tonice i subdominancie. Wprowadzenie uzupełnienia w postaci dominanty (lub zastąpienie subdominanty dominantą, stosowane w niektórych wykonaniach) nie narusza w tym utworze zasad harmonii, jednak zmienia klimat utworu. Dominanta została zaakcentowana wyłącznie w jednym fragmencie utworu (zaznaczonym poniżej).

## Słowa (w języku walijskim)
Huna blentyn yn fy mynwes

Clyd a chynnes ydyw hon;

Breichiau mam sy'n dynn amdanat,

Cariad mam sy dan fy mron;

Ni cha' dim amharu'th gyntun,

Ni wna undyn â thi gam; (ostatnie słowo tej linijki zaakcentowane dominantą, tak samo w pozostałych zwrotkach)

Huna'n dawel, annwyl blentyn,

Huna'n fwyn ar fron dy fam.
Huna'n dawel, heno, huna,

Huna'n fwyn, y tlws ei lun;

Pam yr wyt yn awr yn gwenu,

Gwenu'n dirion yn dy hun?

Ai angylion fry sy'n gwenu,

Arnat ti yn gwenu'n llon,

Tithau'n gwenu'n ôl dan huno,

Huno'n dawel ar fy mron?
Paid ag ofni, dim ond deilen

Gura, gura ar y ddôr;

Paid ag ofni, ton fach unig

Sua, sua ar lan y môr;

Huna blentyn, nid oes yma

Ddim i roddi iti fraw;

Gwena'n dawel yn fy mynwes

Ar yr engyl gwynion draw.

## Odnośniki w kulturze
Suo Gân, w wykonaniu Jamesa Rainbird i Ambrosian Junior Choir (pod kierownictwem John McCarthy stała się motywem przewodnim filmu Imperium słońca.